# Talusan
Talusan là một đô thị hạng 5 ở tỉnh Zamboanga Sibugay, Philippines. Theo điều tra dân số năm 2000 của Philipin, đô thị này có dân số 18.394 người trong 3.141 hộ.

## Các đơn vị hành chính
Talusan được chia thành 14 barangay.
- Aurora
- Baganipay
- Bolingan
- Bualan
- Cawilan
- Florida
- Kasigpitan
- Laparay
- Mahayahay
- Moalboal
- Poblacion (Talusan)
- Sagay
- Samonte
- Tuburan